# Ines Quermann
Ines Quermann (* 17. März 1979 in Gelsenkirchen, gesch. Kurenbach) ist eine deutsche Schauspielerin.

## Leben
Ines Quermann absolvierte von 2003 bis 2007 ihre Schauspielausbildung an der Folkwang Universität (ehemals Westfälische Schauspielschule Bochum). In dieser Zeit war sie am Schauspielhaus Bochum in ihren ersten Rollen zu sehen. Während und nach der Ausbildung hatte sie ein Gastengagement am Grillo-Theater in Essen. Zwischen 2007 und 2009 gehörte Ines Quermann zum Ensemble am Theater Augsburg. In der Saison 2009/2010 war sie dort noch als Gast zu sehen.
Von 2014 bis 2017 spielte sie in der RTL-Serie Unter uns die Rolle der Caro Winter.
Für die Juni-Ausgabe des deutschen Männermagazins Playboy ließ sich Quermann 2020 als Titelmodell fotografieren.
Quermann heiratete 2019 in zweiter Ehe den Vater ihrer Tochter. Mit ihm leitet sie einen REWE-Markt in Bielefeld.

## Bühnenstücke (Auswahl)
- 2005: Titelrolle in Der Widerspenstigen Zähmung von William Shakespeare (Regie: Marc Hofmann), FFT Düsseldorf
- 2006: Jayne in Suburban Motel (Regie: Marc Lunghuß), Schauspielhaus Bochum
- 2006–2007: Maren in Creeps von Lutz Hübner (Regie: Fabian Alder), Grillo-Theater Essen
- 2006–2007: Karoline in Karoline und Kasimir von Ödön von Horváth, Theater Augsburg
- 2008–2009: Desirée in Krankheit der Jugend von Ferdinand Bruckner, Theater Augsburg
- 2008–2009: Mehrere Rollen in Die Schneekönigin von Hans Christian Andersen, Theater Augsburg
- 2008–2009: Cecily Cardew in Bunbury oder Ernst sein ist wichtig von Oscar Wilde, Theater Augsburg
- 2009–2010: Gast im szenischen Liederabend Waschsalon Wunderlich, Theater Augsburg
- Tanztheater Narro der Folkwang Hochschule Essen (Tanztheater und Choreografie: Anna Pocher)
- Dadakadabra (Leitung: Thomas Hertel)

## Filmografie (Auswahl)
- 2014–2017: Unter uns (Fernsehserie, 214 Folgen)
- 2019: SOKO Leipzig (Fernsehserie, Folge 19x18 Nackt)
- 2019–2020: Nachtschwestern (Fernsehserie, 20 Folgen)
- 2022: In aller Freundschaft (Fernsehserie, Folge Vergangenheit und Zukunft)
- 2022, 2023: Die Füchsin (Fernsehserie, Folgen 1x08, 1×09 Verraten und Verlassen, Game over)
- 2022: Notruf Hafenkante (Fernsehserie)